# Eredivisie 2005/06
Het seizoen 2005/06 van de Nederlandse Eredivisie ging van start op 12 augustus 2005 en eindigde op 16 april 2006. De play-offs begonnen op 19 april.
Regerend landskampioen PSV was onder anderen Mark van Bommel, Lee Young-pyo, Park Ji-sung, Wilfred Bouma en Johann Vogel kwijt. De directe concurrentie in de vorm van Ajax, Feyenoord en AZ bleven allen intact en/of zichzelf wisten te versterken. Toch werd PSV voor het tweede jaar op rij landskampioen.
Tevens werd voorafgaand aan dit seizoen een nieuw systeem ontwikkeld met betrekking tot het Europees voetbal en de promotie/degradatieregeling. Dat zou vanaf dit seizoen bepaald worden door middel van play-offs.

## Teams
Tijdens het seizoen 2005/06 spelen de volgende teams in de Eredivisie:
| Club             | Plaats     | Stadion                     | Capaciteit    | Begroting  |
| ---------------- | ---------- | --------------------------- | ------------- | ---------- |
| ADO Den Haag     | Den Haag   | Zuiderparkstadion           | 11.000        | 8.100.000  |
| Ajax             | Amsterdam  | Amsterdam ArenA             | 51.628        | 50.000.000 |
| AZ               | Alkmaar    | Alkmaarderhout              | 8.914         | 15.000.000 |
| Feyenoord        | Rotterdam  | Stadion Feijenoord          | 51.137        | 41.000.000 |
| FC Groningen     | Groningen  | Stadion Oosterpark/Euroborg | 12.500/19.814 | 10.400.000 |
| sc Heerenveen    | Heerenveen | Abe Lenstra Stadion         | 26.000        | 21.000.000 |
| Heracles Almelo  | Almelo     | Polman Stadion              | 8.500         | 6.500.000  |
| NAC Breda        | Breda      | MyCom Stadion               | 17.064        | 11.800.000 |
| N.E.C.           | Nijmegen   | McDOS Goffertstadion        | 12.470        | 11.500.000 |
| PSV              | Eindhoven  | Philips Stadion             | 35.119        | 50.000.000 |
| RBC Roosendaal   | Roosendaal | RBC Stadion                 | 5.000         | onbekend   |
| RKC Waalwijk     | Waalwijk   | Mandemakers Stadion         | 7.500         | 7.900.000  |
| Roda JC          | Kerkrade   | Parkstad Limburg Stadion    | 19.979        | 11.500.000 |
| Sparta Rotterdam | Rotterdam  | Sparta-Stadion Het Kasteel  | 11.026        | 7.800.000  |
| FC Twente        | Enschede   | De Grolsch Veste            | 13.250        | 14.000.000 |
| FC Utrecht       | Utrecht    | Stadion Galgenwaard         | 24.426        | 14.500.000 |
| Vitesse          | Arnhem     | GelreDome                   | 26.600        | 12.500.000 |
| Willem II        | Tilburg    | Willem II Stadion           | 14.637        | 10.500.000 |

## Uitslagen
| Thuis (beneden) / Uit (rechts) | ADO   | AJA   | AZ    | FEY   | GRO   | HEE   | HER   | NAC   | NEC   | PSV   | RBC   | RJC   | RKC   | SPA   | TWE   | UTR   | VIT   | WIL   |
| ------------------------------ | ----- | ----- | ----- | ----- | ----- | ----- | ----- | ----- | ----- | ----- | ----- | ----- | ----- | ----- | ----- | ----- | ----- | ----- |
| ADO Den Haag                   |       | 1 – 2 | 0 – 2 | 2 – 1 | 2 – 1 | 1 – 0 | 1 – 2 | 0 – 3 | 0 – 1 | 0 – 2 | 3 – 0 | 1 – 1 | 2 – 1 | 0 – 2 | 0 – 0 | 2 – 3 | 2 – 0 | 1 – 1 |
| Ajax                           | 2 – 2 |       | 1 – 0 | 1 – 2 | 3 – 2 | 0 – 0 | 0 – 0 | 1 – 1 | 1 – 1 | 0 – 0 | 6 – 0 | 4 – 1 | 4 – 1 | 6 – 0 | 2 – 0 | 1 – 4 | 2 – 1 | 1 – 0 |
| AZ                             | 3 – 1 | 4 – 2 |       | 1 – 0 | 1 – 1 | 2 – 1 | 2 – 2 | 3 – 2 | 3 – 2 | 1 – 2 | 7 – 0 | 2 – 0 | 3 – 0 | 3 – 0 | 0 – 0 | 2 – 3 | 1 – 1 | 5 – 1 |
| Feyenoord                      | 0 – 2 | 3 – 2 | 2 – 0 |       | 4 – 1 | 5 – 1 | 7 – 1 | 2 – 0 | 3 – 0 | 1 – 0 | 2 – 0 | 0 – 0 | 1 – 1 | 4 – 0 | 4 – 2 | 3 – 0 | 0 – 0 | 6 – 1 |
| FC Groningen                   | 3 – 1 | 3 – 2 | 0 – 0 | 1 – 1 |       | 2 – 0 | 0 – 0 | 3 – 2 | 3 – 0 | 1 – 0 | 1 – 0 | 1 – 0 | 1 – 0 | 0 – 1 | 1 – 0 | 2 – 1 | 2 – 1 | 2 – 0 |
| sc Heerenveen                  | 3 – 0 | 4 – 2 | 2 – 4 | 1 – 1 | 4 – 0 |       | 1 – 2 | 2 – 1 | 2 – 1 | 2 – 3 | 2 – 0 | 1 – 0 | 2 – 1 | 0 – 0 | 3 – 1 | 1 – 1 | 4 – 1 | 3 – 3 |
| Heracles Almelo                | 1 – 3 | 1 – 3 | 0 – 2 | 0 – 4 | 2 – 1 | 1 – 1 |       | 4 – 2 | 0 – 2 | 1 – 1 | 3 – 0 | 0 – 1 | 0 – 2 | 1 – 0 | 0 – 4 | 1 – 1 | 3 – 1 | 1 – 0 |
| NAC Breda                      | 4 – 1 | 0 – 2 | 2 – 1 | 3 – 3 | 2 – 2 | 0 – 3 | 2 – 1 |       | 2 – 1 | 2 – 6 | 2 – 1 | 0 – 4 | 1 – 2 | 0 – 0 | 1 – 1 | 0 – 1 | 2 – 2 | 1 – 0 |
| N.E.C.                         | 5 – 0 | 1 – 0 | 0 – 2 | 1 – 2 | 2 – 2 | 4 – 1 | 2 – 0 | 1 – 1 |       | 0 – 2 | 3 – 1 | 0 – 3 | 1 – 3 | 0 – 0 | 0 – 3 | 0 – 0 | 1 – 0 | 2 – 0 |
| PSV                            | 3 – 0 | 1 – 0 | 3 – 0 | 1 – 1 | 1 – 1 | 4 – 1 | 1 – 0 | 3 – 0 | 1 – 0 |       | 2 – 0 | 3 – 2 | 2 – 0 | 3 – 0 | 1 – 1 | 1 – 0 | 2 – 1 | 4 – 1 |
| RBC Roosendaal                 | 1 – 2 | 0 – 2 | 0 – 5 | 2 – 2 | 1 – 2 | 0 – 2 | 1 – 2 | 1 – 2 | 2 – 0 | 1 – 2 |       | 0 – 2 | 1 – 1 | 1 – 1 | 1 – 1 | 1 – 2 | 0 – 3 | 1 – 1 |
| Roda JC                        | 3 – 1 | 2 – 1 | 1 – 4 | 2 – 3 | 1 – 3 | 0 – 0 | 2 – 1 | 3 – 3 | 0 – 1 | 0 – 3 | 5 – 1 |       | 1 – 0 | 1 – 1 | 2 – 0 | 2 – 1 | 3 – 2 | 0 – 2 |
| RKC Waalwijk                   | 3 – 0 | 2 – 4 | 0 – 1 | 2 – 1 | 2 – 1 | 2 – 2 | 0 – 2 | 4 – 1 | 1 – 3 | 4 – 4 | 1 – 1 | 2 – 0 |       | 3 – 2 | 0 – 0 | 2 – 3 | 2 – 2 | 1 – 0 |
| Sparta Rotterdam               | 2 – 3 | 1 – 2 | 0 – 1 | 1 – 3 | 1 – 0 | 1 – 2 | 2 – 0 | 1 – 0 | 1 – 3 | 0 – 1 | 5 – 0 | 2 – 3 | 3 – 2 |       | 1 – 0 | 0 – 1 | 1 – 0 | 3 – 2 |
| FC Twente                      | 2 – 0 | 2 – 3 | 1 – 3 | 1 – 3 | 1 – 1 | 1 – 2 | 2 – 0 | 1 – 0 | 0 – 1 | 0 – 1 | 4 – 1 | 1 – 0 | 2 – 0 | 1 – 0 |       | 3 – 0 | 0 – 1 | 3 – 1 |
| FC Utrecht                     | 1 – 1 | 1 – 0 | 1 – 2 | 3 – 1 | 0 – 2 | 2 – 0 | 1 – 0 | 2 – 2 | 1 – 1 | 1 – 2 | 4 – 1 | 2 – 1 | 3 – 1 | 1 – 1 | 1 – 3 |       | 1 – 0 | 1 – 4 |
| Vitesse                        | 3 – 1 | 0 – 2 | 0 – 5 | 0 – 1 | 2 – 0 | 2 – 2 | 5 – 1 | 2 – 1 | 1 – 1 | 1 – 3 | 5 – 1 | 1 – 3 | 3 – 1 | 3 – 1 | 1 – 2 | 1 – 0 |       | 2 – 1 |
| Willem II                      | 1 – 0 | 0 – 2 | 1 – 3 | 1 – 3 | 5 – 0 | 4 – 3 | 1 – 2 | 2 – 0 | 2 – 2 | 0 – 3 | 3 – 1 | 2 – 2 | 1 – 2 | 0 – 0 | 1 – 1 | 0 – 1 | 3 – 4 |       |

## Ranglijst

### Eindstand
| pos | club             | gs | w  | g | v  | pnt | dv | dt | ds  |
| --- | ---------------- | -- | -- | - | -- | --- | -- | -- | --- |
| 1.  | PSV              | 34 | 26 | 6 | 2  | 84  | 71 | 23 | 48  |
| 2.  | AZ               | 34 | 23 | 5 | 6  | 74  | 78 | 32 | 46  |
| 3.  | Feyenoord        | 34 | 21 | 8 | 5  | 71  | 79 | 34 | 45  |
| 4.  | Ajax             | 34 | 18 | 6 | 10 | 60  | 66 | 41 | 25  |
| 5.  | FC Groningen     | 34 | 16 | 8 | 10 | 56  | 46 | 43 | 3   |
| 6.  | FC Utrecht       | 34 | 16 | 7 | 11 | 55  | 48 | 44 | 4   |
| 7.  | sc Heerenveen    | 34 | 14 | 8 | 12 | 50  | 63 | 58 | 5   |
| 8.  | Roda JC          | 34 | 15 | 5 | 14 | 50  | 57 | 54 | 3   |
| 9.  | FC Twente        | 34 | 13 | 8 | 13 | 47  | 44 | 36 | 8   |
| 10. | N.E.C.           | 34 | 13 | 8 | 13 | 47  | 43 | 43 | 0   |
| 11. | Vitesse          | 34 | 13 | 5 | 16 | 44  | 52 | 54 | -2  |
| 12. | RKC Waalwijk     | 34 | 11 | 6 | 17 | 39  | 48 | 58 | -10 |
| 13. | Heracles Almelo  | 34 | 11 | 6 | 17 | 39  | 35 | 58 | -23 |
| 14. | Sparta Rotterdam | 34 | 10 | 7 | 17 | 37  | 34 | 50 | -16 |
| 15. | ADO Den Haag     | 34 | 10 | 5 | 19 | 35  | 36 | 62 | -26 |
| 16. | NAC Breda        | 34 | 8  | 9 | 17 | 33  | 45 | 66 | -21 |
| 17. | Willem II        | 34 | 7  | 7 | 20 | 28  | 45 | 66 | -21 |
| 18. | RBC Roosendaal   | 34 | 1  | 6 | 27 | 9   | 22 | 90 | -68 |

### Legenda
| Kleur | Kwalificatie voor                                 |
| ----- | ------------------------------------------------- |
|       | Landskampioen, Hoofdtoernooi Champions League     |
|       | Play-offs voor derde voorronde Champions League   |
|       | Play-offs voor de UEFA Cup                        |
|       | Play-offs voor de Intertoto Cup                   |
|       | Play-offs tegen degradatie naar de Eerste divisie |
|       | Degradatie naar de Eerste divisie                 |

## Play-offs
Via play-offs speelden de nummers 2 t/m 5 om een ticket in de voorronde van de Champions League, de nummers 6 t/m 9 om een ticket in de UEFA Cup en de nummers 10 t/m 13 om een plaats in de Intertoto Cup. In de finale om een Champions League voorronde startbewijs was Ajax over twee wedstrijden te sterk voor FC Groningen (thuis 2-0 en uit 2-1), terwijl sc Heerenveen tweemaal te sterk was voor FC Twente (0-1 en 5-0) en zo de UEFA Cup bereikte. FC Twente wist vervolgens wel ten koste van Vitesse de Intertoto Cup te bereiken.
De nummers 16 en 17 probeerden zich te handhaven in de eredivisie door middel van play-offs met acht teams uit de eerste divisie. Hierin kon Willem II zich handhaven in de Eredivisie door De Graafschap tweemaal te verslaan, terwijl NAC Breda in de Eredivisie bleef ten koste van play-off finalist FC Volendam.

### Officiële eindstand
Op eis van de UEFA moest de KNVB een eindranglijst opstellen waarin de resultaten in de play-offs ook zijn verwerkt. Deze ranglijst is de definitieve eindstand van de Eredivisie 2005/06.
|    |                  | Reden                                                 |                            |
| -- | ---------------- | ----------------------------------------------------- | -------------------------- |
| 1  | PSV              | kampioen na 34 wedstrijden                            | Champions League           |
| 2  | Ajax             | winnaar play-offsfinale                               | voorronde Champions League |
| 3  | FC Groningen     | verliezer play-offsfinale                             | UEFA Cup                   |
| 4  | AZ               | na 34 wedstrijden hoger geeïndigd dan Feyenoord       | UEFA Cup                   |
| 5  | Feyenoord        | na 34 wedstrijden lager geeïndigd dan AZ              | UEFA Cup                   |
| 6  | sc Heerenveen    | winnaar play-offsfinale UEFA Cup-ticket               | UEFA Cup                   |
| 7  | FC Twente        | winnaar play-offsfinale Intertoto-ticket              | Intertoto                  |
| 8  | FC Utrecht       | na 34 wedstrijden hoger geeïndigd dan Roda JC         |                            |
| 9  | Roda JC          | na 34 wedstrijden lager geeïndigd dan FC Utrecht      |                            |
| 10 | Vitesse          | verliezer play-offsfinale Intertoto                   |                            |
| 11 | N.E.C.           | uitgeschakeld in 2de ronde play-offs Intertoto-ticket |                            |
| 12 | RKC Waalwijk     | na 34 wedstrijden hoger geeïndigd dan Heracles Almelo |                            |
| 13 | Heracles Almelo  | na 34 wedstrijden lager geeïndigd dan RKC Waalwijk    |                            |
| 14 | Sparta Rotterdam | positie na 34 wedstrijden                             |                            |
| 15 | ADO Den Haag     | positie na 34 wedstrijden                             |                            |
| 16 | NAC Breda        | winnaar play-offs promotie/degradatie                 |                            |
| 17 | Willem II        | winnaar play-offs promotie/degradatie                 |                            |
| 18 | RBC Roosendaal   | positie na 34 wedstrijden                             | degradatie                 |

## Eerste maand
Al op de eerste speeldag bleek dat er inderdaad van alles mogelijk was en dat niet alleen de gerenommeerde topclubs een duit in het zakje konden doen. Zo verspeelde PSV direct al twee punten door met 1-1 gelijk te spelen tegen het net gepromoveerde Heracles Almelo. De eerste wedstrijd van Ajax, thuis tegen ADO Den Haag werd verplaatst aangezien de Amsterdamse politie niet genoeg manschappen op de been kon brengen. Ook deze wedstrijd eindigde, uiteindelijk op 21 september, in een 2-2 gelijkspel.
De eerste topwedstrijd van het seizoen was de klassieker tussen Ajax en Feyenoord. Feyenoord nam in die wedstrijd in de eerste helft een voorsprong dankzij een doelpunt van Salomon Kalou. Vlak na rust maakte Dirk Kuijt er 0-2 van, waarmee de wedstrijd gespeeld leek. Het doelpunt van Angelos Charisteas 11 minuten voor tijd zorgde nog wel voor een spannende slotfase waarin echter niet meer gescoord werd. Twee weken later ging Ajax opnieuw onderuit, dit keer met 4-2 tegen AZ, dat zowel Sjota Arveladze als Kenneth Pérez twee keer zag scoren. Dat Wesley Sneijder dat namens Ajax ook deed maakte voor het resultaat niet uit. In diezelfde week versloeg FC Groningen dankzij een doelpunt van Yuri Cornelisse PSV met 1-0.
Drie clubs wisten hun eerste vijf wedstrijden te winnen, te weten AZ, Feyenoord en RKC Waalwijk. De grootste verrassing was echter Heracles Almelo dat op dat moment in de top meedraaide.
|   |                 | Wed | Win | Gel | Ver | Saldo   | + / - | Ptn |
| - | --------------- | --- | --- | --- | --- | ------- | ----- | --- |
| 1 | AZ              | 5   | 5   | 0   | 0   | 21 - 03 | + 18  | 15  |
| 2 | Feyenoord       | 5   | 5   | 0   | 0   | 15 - 03 | + 12  | 15  |
| 3 | RKC Waalwijk    | 5   | 5   | 0   | 0   | 11 - 03 | + 8   | 15  |
| 4 | PSV             | 5   | 3   | 1   | 1   | 07 - 03 | + 4   | 10  |
| 5 | Heracles Almelo | 5   | 3   | 1   | 1   | 07 - 06 | + 1   | 10  |

## Herfst
Heracles Almelo zou de flitsende seizoensstart niet kunnen volhouden en zakte in de ranglijst nadat ze in de tweede vijf wedstrijden slechts één punt wisten te behalen. In die periode liep RKC Waalwijk tegen drie nederlagen op, waardoor er een gat ontstond ondanks dat Feyenoord ook tot tweemaal toe onderuit ging. AZ onderging hetzelfde lot, een van die twee nederlagen werd geleden tegen PSV. In Eindhoven wist PSV met 3-0 te winnen door twee doelpunten van Phillip Cocu en een van Jan Vennegoor of Hesselink. Een week later zou PSV opnieuw een topduel spelen en winnen. Opnieuw in eigen huis was ditmaal Ajax de verliezende partij. Timmy Simons maakte vanuit een strafschop de enige treffer in de wedstrijd. PSV kwam in deze fase bovendrijven en nam tevens de leiding in de Eredivisie over.
|   |              | Wed | Win | Gel | Ver | Saldo   | + / - | Ptn |
| - | ------------ | --- | --- | --- | --- | ------- | ----- | --- |
| 1 | PSV          | 10  | 8   | 1   | 1   | 17 - 05 | + 12  | 25  |
| 2 | AZ           | 10  | 8   | 0   | 2   | 32 - 11 | + 21  | 24  |
| 3 | Feyenoord    | 10  | 8   | 0   | 2   | 27 - 11 | + 16  | 24  |
| 4 | RKC Waalwijk | 10  | 7   | 0   | 3   | 20 - 12 | + 8   | 21  |
| 5 | Vitesse      | 10  | 5   | 1   | 4   | 19 - 15 | + 4   | 16  |

## Tot de winter
De periode voorafgaand aan de winterstop was er een die vooral in het teken stond van Feyenoord. De club wisselde sprankelend voetbal af met resultaten en prestaties die ver onder de maat waren. Zo werd er verloren van het laaggeklasseerde ADO Den Haag en met 2-2 gelijkgespeeld tegen hekkensluiter RBC Roosendaal. Tegelijkertijd werd PSV de tweede nederlaag toegebracht nadat Dirk Kuijt de enige treffer in de onderlinge ontmoeting voor zijn rekening nam. Twee weken later, op tweede kerstdag werd AZ door doelpunten van Patrick Paauwe en Jonathan de Guzmán opzij gezet. Hiermee werd het verschil in punten ondanks de mindere resultaten bij het ingaan van de winterstop gehandhaafd. De achterstand van Ajax op koploper PSV was inmiddels gegroeid tot twaalf punten.
|   |              | Wed | Win | Gel | Ver | saldo   | + / - | Ptn |
| - | ------------ | --- | --- | --- | --- | ------- | ----- | --- |
| 1 | PSV          | 18  | 13  | 3   | 2   | 37 - 12 | + 25  | 42  |
| 2 | Feyenoord    | 18  | 13  | 2   | 3   | 49 - 19 | + 30  | 41  |
| 3 | AZ           | 18  | 13  | 2   | 3   | 47 - 18 | + 29  | 41  |
| 4 | Ajax         | 18  | 9   | 3   | 6   | 30 - 20 | + 10  | 30  |
| 5 | RKC Waalwijk | 18  | 9   | 3   | 6   | 35 - 33 | + 2   | 30  |

## Direct na de winterstop
Kleine veranderingen ontstonden er in de volgende fase, waarin PSV langzaam maar zeker een gat sloeg met de concurrentie. Ajax bleef ook met de komst van Klaas-Jan Huntelaar stuntelen en leed regelmatig puntverlies. Wel zorgde de aanvaller die in de winterstop van sc Heerenveen overkwam voor nieuw elan in de ploeg. Hij kon echter niet verhelpen dat Ajax voor de tweede keer in het seizoen verloor van Feyenoord. In De Kuip won Feyenoord met 3-2, maar waren de verschillen groter. Nadat Nicky Hofs en Markus Rosenberg voor rust scoorden en de stand op 1-1 bepaalden, zorgen Romeo Castelen en Dirk Kuijt vlak na rust voor de genadeslag door tweemaal te scoren. Feyenoord kreeg daarna nog legio kansen die het niet benutte. Klaas-Jan Huntelaar verzachtte de pijn door in blessuretijd 3-2 te maken.
|   |               | Wed | Win | Gel | Ver | Saldo   | + / - | Ptn |
| - | ------------- | --- | --- | --- | --- | ------- | ----- | --- |
| 1 | PSV           | 23  | 18  | 3   | 2   | 47 - 15 | + 32  | 57  |
| 2 | Feyenoord     | 23  | 17  | 3   | 3   | 59 - 22 | + 37  | 54  |
| 3 | AZ            | 23  | 16  | 4   | 3   | 60 - 21 | + 39  | 52  |
| 4 | N.E.C.        | 23  | 11  | 5   | 7   | 32 - 25 | + 7   | 38  |
| 5 | sc Heerenveen | 23  | 10  | 7   | 6   | 44 - 33 | + 11  | 37  |

## Lente
Waar Feyenoord en AZ punten verspeelden, daar bleef PSV winnen en de gewenste kloof richting het kampioenschap werd langzaam maar zeker geslagen. In de onderlinge ontmoeting tussen AZ en PSV in Alkmaar kwam PSV na zes minuten al op een 0-2-voorsprong door doelpunten van Jan Vennegoor of Hesselink en Arouna Koné. De tegentreffer van Stijn Schaars hielp AZ niet wat het eindresultaat betreft. Ajax wist PSV in hun onderlinge duel wel op 0-0 te houden, maar verspeelde daarmee wel weer twee punten in de strijd om een plaats in de play-offs.
|   |            | Wed | Win | Gel | Ver | Saldo   | + / - | Ptn |
| - | ---------- | --- | --- | --- | --- | ------- | ----- | --- |
| 1 | PSV        | 28  | 22  | 4   | 2   | 57 - 18 | + 39  | 70  |
| 2 | Feyenoord  | 28  | 19  | 6   | 3   | 71 - 27 | + 44  | 63  |
| 3 | AZ         | 28  | 19  | 4   | 5   | 69 - 27 | + 42  | 61  |
| 4 | Ajax       | 28  | 15  | 5   | 8   | 55 - 32 | + 23  | 50  |
| 5 | FC Utrecht | 28  | 13  | 7   | 8   | 41 - 36 | + 5   | 46  |

## Seizoenseinde
Met een 3-2 zege op Ajax diende FC Groningen zich aan als play-off kandidaat alsmede FC Utrecht dat een dermate goede periode kende dat het opklom naar de vierde plaats op de ranglijst. In diezelfde week dat FC Groningen Ajax klopte verzekerde AZ zich door een doelpunt van Shota Arveladze van de tweede plaats door Feyenoord met 1-0 te kloppen. Feyenoord verspeelde op haar beurt nog wat punten, waardoor AZ zelfs een 1-0 nederlaag tegen Ajax kon permitteren. PSV kon op diezelfde 32e speeldag in het thuisduel met FC Groningen landskampioen worden. Een punt was genoeg en dat werd ook behaald, de wedstrijd eindigde in 1-1, waarmee het 19e landskampioenschap voor PSV een feit was. Trainer Guus Hiddink combineerde zijn taken in dit seizoen met het bondscoachschap van Australië waarmee hij zich kwalificeerde voor het Wereldkampioenschap voetbal 2006.

## Topscorers
| pos | scorer                     | goals | team                 |
| --- | -------------------------- | ----- | -------------------- |
| 1   | Klaas-Jan Huntelaar        | 33    | sc Heerenveen / Ajax |
| 2   | Sjota Arveladze            | 22    | AZ                   |
|     | Dirk Kuijt                 | 22    | Feyenoord            |
| 4   | Jefferson Farfán           | 21    | PSV                  |
| 5   | Salomon Kalou              | 15    | Feyenoord            |
| 6   | Arouna Koné                | 13    | Roda JC / PSV        |
| 7   | Rick Hoogendorp            | 12    | RKC Waalwijk         |
|     | Blaise Nkufo               | 12    | FC Twente            |
|     | Markus Rosenberg           | 12    | Ajax                 |
| 10  | Jan Vennegoor of Hesselink | 11    | PSV                  |

## Meeste speelminuten
Bijgaand een overzicht van de spelers (beiden keepers) die in het seizoen 2005/06 in alle 34 competitieduels in actie kwamen voor hun club, van de eerste tot en met de laatste minuut.
| Naam       | Club             | Duels | Min.  | Werd in het veld gebracht | Werd van het veld gehaald |
| ---------- | ---------------- | ----- | ----- | ------------------------- | ------------------------- |
| Bas Roorda | FC Groningen     | 34    | 3.060 | 0                         | 0                         |
| René Ponk  | Sparta Rotterdam | 34    | 3.060 | 0                         | 0                         |

## Scheidsrechters
| Naam                | Geboren    | Duels | Kreeg geel | Kreeg voor de tweede keer geel en dus rood | Weggestuurd |
| ------------------- | ---------- | ----- | ---------- | ------------------------------------------ | ----------- |
| Dick van Egmond     | 13.05.1961 | 23    | 59         | 4                                          | 2           |
| Ben Haverkort       | 27.10.1961 | 22    | 68         | 1                                          | 2           |
| Pieter Vink         | 13.03.1967 | 22    | 75         | 0                                          | 3           |
| Reinold Wiedemeijer | 21.10.1967 | 22    | 63         | 3                                          | 5           |
| Ruud Bossen         | 11.01.1962 | 20    | 62         | 1                                          | 1           |
| Roelof Luinge       | 23.06.1955 | 20    | 51         | 1                                          | 2           |
| René Temmink        | 24.06.1960 | 19    | 45         | 2                                          | 0           |
| Kevin Blom          | 21.02.1974 | 18    | 65         | 2                                          | 1           |
| Dick Jol            | 29.03.1956 | 18    | 60         | 2                                          | 0           |
| Jan Wegereef        | 17.01.1962 | 18    | 55         | 3                                          | 0           |
| Tom van Sichem      | 29.07.1968 | 16    | 70         | 0                                          | 4           |
| Eric Braamhaar      | 13.10.1966 | 15    | 42         | 1                                          | 1           |
| Jack van Hulten     | 17.08.1962 | 15    | 42         | 1                                          | 0           |
| Björn Kuipers       | 28.03.1973 | 13    | 31         | 1                                          | 0           |
| Bas Nijhuis         | 12.01.1977 | 13    | 37         | 1                                          | 2           |
| Peter van Dongen    | 07.01.1960 | 10    | 35         | 0                                          | 4           |
| Rien Koopman        | 02.07.1956 | 8     | 23         | 1                                          | 2           |
| Richard Liesveld    | 10.05.1973 | 3     | 16         | 1                                          | 1           |
| Serge Gumienny      | 14.04.1972 | 2     | 3          | 1                                          | 0           |
| Ed Janssen          | 08.01.1971 | 2     | 7          | 1                                          | 0           |
| Peter Vervecken     | 09.12.1967 | 2     | 4          | 0                                          | 0           |
| Paul Allaerts       | 09.07.1964 | 1     | 3          | 0                                          | 1           |
| Frank De Bleeckere  | 01.07.1966 | 1     | 3          | 0                                          | 0           |
| Pol van Boekel      | 19.09.1975 | 1     | 2          | 0                                          | 0           |
| Johny Ver Eecke     | 12.06.1962 | 1     | 2          | 0                                          | 0           |
| Johan Verbist       | 13.04.1966 | 1     | 4          | 0                                          | 0           |
| Totaal              | Totaal     | 306   | 927        | 27                                         | 31          |

## Toeschouwers
Naar de 306 wedstrijden in de reguliere competitie kwamen totaal 5.142.500 mensen kijken, een gemiddeld toeschouwersaantal van 16.805 per wedstrijd.

## Prijzen
- Nederlandse Gouden Schoen: Dirk Kuijt
- Zilveren Schoen: Phillip Cocu
- Bronzen Schoen: Tim de Cler
- Talent van het Jaar: Klaas-Jan Huntelaar
- ING Fair Play-prijs: Feyenoord

Nederlands landskampioenschap

1888/89 · 
1889/90 ·
1890/91 ·
1891/92 ·
1892/93 ·
1893/94 ·
1894/95 ·
1895/96 ·
1896/97 ·
1897/98 ·
1898/99 ·
1899/00 ·
1900/01 ·
1901/02 ·
1902/03 ·
1903/04 ·
1904/05 ·
1905/06 ·
1906/07 ·
1907/08 ·
1908/09 ·
1909/10 ·
1910/11 ·
1911/12 ·
1912/13 ·
1913/14 ·
1914/15 ·
1915/16 ·
1916/17 ·
1917/18 ·
1918/19 ·
1919/20 ·
1920/21 ·
1921/22 ·
1922/23 ·
1923/24 ·
1924/25 ·
1925/26 ·
1926/27 ·
1927/28 ·
1928/29 ·
1929/30 ·
1930/31 ·
1931/32 ·
1932/33 ·
1933/34 ·
1934/35 ·
1935/36 ·
1936/37 ·
1937/38 ·
1938/39 ·
1939/40 ·
1940/41 ·
1941/42 ·
1942/43 ·
1943/44 ·
1944/45 ·
1945/46 ·
1946/47 ·
1947/48 ·
1948/49 ·
1949/50 ·
1950/51 ·
1951/52 ·
1952/53 ·
1953/54
Betaald voetbal

Eerste klasse 1954/55 ·
Hoofdklasse 1955/56
Eredivisie

1956/57 · 1957/58 · 1958/59 · 1959/60 · 1960/61 · 1961/62 · 1962/63 · 1963/64 · 1964/65 · 1965/66 · 1966/67 · 1967/68 · 1968/69 · 1969/70 · 1970/71 · 1971/72 · 1972/73 · 1973/74 · 1974/75 · 1975/76 · 1976/77 · 1977/78 · 1978/79 · 1979/80 · 1980/81 · 1981/82 · 1982/83 · 1983/84 · 1984/85 · 1985/86 · 1986/87 · 1987/88 · 1988/89 · 1989/90 · 1990/91 · 1991/92 · 1992/93 · 1993/94 · 1994/95 · 1995/96 · 1996/97 · 1997/98 · 1998/99 · 1999/00 · 2000/01 · 2001/02 · 2002/03 · 2003/04 · 2004/05 · 2005/06 · 2006/07 · 2007/08 · 2008/09 · 2009/10 · 2010/11 · 2011/12 · 2012/13 · 2013/14 · 2014/15 · 2015/16 · 2016/17 · 2017/18 · 2018/19 · 2019/20 · 2020/21 · 2021/22 · 2022/23 · 2023/24 · 2024/25 · 2025/26
ADO Den Haag · 
Ajax · 
AZ · 
Feyenoord · 
FC Groningen · 
sc Heerenveen · 
Heracles Almelo · 
NAC Breda · 
NEC · 
PSV · 
RBC · 
RKC · 
Roda JC · 
Sparta Rotterdam · 
FC Twente · 
FC Utrecht · 
Vitesse · 
Willem II